# Церковная газета (Будапешт)
«Церко́вная Газе́та» — еженедельник и (с 1858) декадник, предназначенный для русинского населения Закарпатья. Газета выходила в Будапеште с марта 1856 по июнь 1858, издание венгерского католического общества Святого Стефана. Газета издавалась на язычии, литературном языке, распространённом среди русинской интеллигенции Австро-Венгрии. Редактором газеты был деятель русского движения униатский священник Иван Иванович Раковский. Издание печатало статьи по богословию, церковному уставу, проповеди, исторические материалы, переводы; публиковало корреспонденции и некрологи. Вышло 106 номеров «Церковной газеты». Продолжением издания стал из «Церковный Вестникъ для Русиновъ Австрійской Державы» (июль — октябрь 1858, 10 номеров).